# 2a Brigada de Guàrdies Mecanitzada "Gromovi"
La 2a Brigada de la Guàrdia (croat: 2. gardijska brigada), també coneguda amb el seu sobrenom Trons (Gromovi), va ser una de les brigades originals de la Guàrdia Nacional de Croàcia (ZNG HR) formades el 1991 i una de les unitats d'infanteria mecanitzada més elitistes de l'Exèrcit Croat (HV) durant la seva existència, la qual va veure acció en diversos enfrontaments i escaramusses durant la Guerra de la Independència (1991-1995).

## Història
La 2a Brigada de Guàrdia es va establir el 15 de maig de 1991 a la caserna "Trstenik", prop de Dugo Selo, on es va formar el comandament de la brigada i el primer batalló d'infanteria Mamba negre (Crne Mamba), i la seva bandera de guerra va ser alçada per primera vegada el 28 de maig a l'alineació de Kranjčevićeva. La majoria del personal de la brigada estava format per membres del MUP RH, unitats especials de Lučko, Rakitje, Kumrovac, Vinica, Sisak i Karlovac. Així, el primer nom de la brigada era la 2a brigada "A" de la ZNG RH de la República de Croàcia. El segon batalló d'aquesta brigada Tempesta Banjiska "Banjiska Oluja" es va formar el 3 de juny a Sisak, i el 21 de juny es va formar el 3r Batalló "Legió de Banksa" (Banska legija) a Duga Resa.